# Rie Kudan
Rie Kudan (九段 理江, Kudan Rie), aussi orthographiée Rie Qudan, est une romancière japonaise née le 27 septembre 1990 née dans la ville de Urawa dans la préfecture de Saitama. Elle est lauréate du prix Akutagawa 2024 pour Tokyo-to Dojo-to (東京都同情塔).

## Œuvre littéraire
En 2021, alors qu'elle était jeune écrivaine, elle remporte le 126e Literary World New Face Award pour Bad Music.
En 2022 son roman Schoolgirl est nommé pour le 166e prix Akutagawa Ryunosuke, et nommé pour le 35e Prix Mishima.
En 2023, elle remporte l’Art Selection Award for New Artist pour Schoolgirl et remporte le 45e Noma Literary Newcomer Award pour Shi no Kaku Uma.
Le 1er janvier 2024, elle reçoit le 17e prix Akutagawa Ryunosuke pour son dernier roman, Tokyo-to Dojo-to (東京都同情塔), roman de science fiction qui se déroule dans une métropole futuriste imaginée de Tokyo,.
Elle fait beaucoup parler d'elle après avoir déclaré,  lors de la conference de presse de réception de son prix, avoir utilisé ChatGPT dans le processus de création de son œuvre et que "5% du livre" était écrit par l'IA, engendrant un vif débat. Elle précisera plus tard que son commentaire avait été mal compris, que le "5%" était une image malheureuse : en réalité, l'apport de ChatGPT correspondait plutôt à "l'équivalent d'une page sur les 143 du roman", quand s'exprime une intelligence artificielle (dans une discussion avec un personnage humain) qu'elle souhaitait la plus vraisemblable possible.